# بيتي أنيانوو أكريدولو
بيتي أنيانو-أكريدولو (من مواليد 1953م) هي مربية للأحياء المائية، وفاعلة للخير، والسيدة الأولى لولاية أوندو في نيجيريا. وهي متزوجة من الحاكم أولواروتيمي أودونايو أكريدولو. ومُؤسسة جمعية سرطان الثدي في نيجيريا.

## ولادتها وتعليمها
ولدت بيتي أنيانو-أكريدولو في 20 يوليو 1953م، لعائلة شيف بوب وننوما دورا أنيانوو، في أميبيام، أويري ويست، في ولاية إيمو. حيث التحقت أنيانو-أكريدولو بجامعة نيجيريا، نسوكا، حيث حصلت على الكالوريوس في العلوم في علم الحيوان عام 1977م. ثم حصلت على درجة الماجستير في العلوم في مصايد الأسماك، تخصص تربية الأحياء المائية، من جامعة فيساياس الفلبينية في مدينة إيلويلو.

## حياتها المهنية
بدأت حياتها المهنية كخبيرة في مصايد الأسماك أثناء عملها مع الإدارة الفيدرالية للمصايد. ثم تقاعدت في عام 2005م. كانت تعمل كمزارعة أسماك تجارية وتقدم خدمات استشارية من خلال شركتها «مشاريع مزارع أكواتيك». وبالإضافة إلى ذلك، فقد دخلت في السياسة منذ عام 2007م وتعتبر ناشطة في الإدارة الحالية (2017م).

## الأعمال الخيرية
وفي عام 1997م، تم تشخيص إصابتها بسرطان الثدي، حيث خضعت للعلاج ونجت. فأنشأت منظمة غير ربحية، جمعية سرطان الثدي في نيجيريا (BRECAN) لزيادة الوعي بالمرض. وقد فازت بجوائز تقديراً لعملها والتزامها في مكافحة سرطان الثدي في نيجيريا.
وهي أيضًا مؤيدية حركة «أعيدوا فتياتنا».

## حياتها الشخصية
تزوجت بيتي من أولواروتيمي أودونايو أكريدولو، «سان(كبير محامي نيجيريا)». ولديهم أربعة أبناء وأربعة أحفاد.